# 아스타 닐센
아스타 소피 아말리 닐센(덴마크어: Asta Sofie Amalie Nielsen, 1881년 9월 11일 ~ 1972년 5월 24일)은 덴마크의 무성 영화 배우이다. 1910년대에 가장 인기 있는 여자 주인공 가운데 한 명이자 최초의 국제 영화 배우 중 한 사람으로 여겨진다. 아스타 닐센이 출연한 영화 74편 가운데 70편이 독일에서 제작되었는데 단순히 디 아스타(독일어: Die Asta)라는 이름으로 알려져 있다.
크고 검은 눈, 가면과 같은 얼굴, 소년과 같은 몸매로 유명한 아스타 닐센은 비극적인 상황에 갇힌 강한 의지를 가진 열정적인 여자들을 가장 자주 연기했다. 아스타 닐센의 연기에서 나타나는 에로틱한 성격 때문에 아스타 닐센이 출연한 영화는 미국에서 검열의 대상이 되었고 아스타 닐센이 출연한 영화 작품들은 미국의 관객들에게 상대적으로 모호하게 남아 있었다. 아스타 닐센은 영화 연기를 노골적인 연극성에서 좀 더 미묘한 자연주의적 스타일로 변화시킨 공로를 인정받고 있다.
아스타 닐센은 1920년대에 베를린에 그녀 자신의 영화 스튜디오를 설립했지만 1937년에 독일에서 나치즘이 대두되자 덴마크로 돌아와서 연예계에서 은퇴하게 된다. 말년에 사적인 인물이 된 닐센은 콜라주 예술가이자 작가가 되었다.

## 생애 초반
아스타 닐센은 덴마크 코펜하겐에 위치한 베스테르브로(Vesterbro)에서 실직한 대장장이였던 옌스 크리스티안 닐센(Jens Christian Nielsen, 1847년 ~ 1895년)과 세탁부로 일하던 이다 프레데리케 페테르센(Ida Frederikke Petersen, 1843년 ~ 1912년) 부부의 딸로 태어났다. 아스타 닐센에게는 평생 류마티스열을 앓았던 언니 요하네(Johanne)가 있었다.
아스타 닐센의 아버지가 일자리를 구하고 있었기 때문에 아스타 닐센은 어린 시절에 가족들과 함께 여러 번 이사를 했다. 아스타 닐센의 가족들은 스웨덴 말뫼에서 몇 년 동안 살았는데 아스타 닐센의 아버지는 그곳에 위치한 옥수수 공장에서 일했고 그 다음에는 공장에서 일했다. 아스타 닐센의 아버지가 실직하면서 아스타 닐센의 가족들은 다시 코펜하겐 근교에 위치한 뇌레브로(Nørrebro)로 돌아왔다. 아스타 닐센의 아버지는 아스타 닐센이 14세였던 시절에 사망했다. 아스타 닐센은 18세에 덴마크 왕립극장 산하 연극학교에 입학했다. 아스타 닐센은 덴마크 왕립극장 소속 남자 배우였던 페테르 예른도르프(Peter Jerndorff)와 가깝게 지냈다. 아스타 닐센은 21세 시절이던 1901년에 임신했고 딸인 예스타(Jesta)를 출산했다. 아스타 닐센은 아버지의 신원을 밝히지 않았지만 어머니와 언니의 도움으로 혼자 아이를 키우기로 결정했다. 예스타는 1960년대에 자살했다.
아스타 닐센은 1902년에 연극학교를 졸업했고 3년 동안에 걸쳐 다그마르 극장 소속 배우로 활동했다. 1905년부터 1907년까지 데 오테(De Ote)와 페테르 피엘스트루프(Peter Fjelstrup) 회사와 함께 노르웨이와 스웨덴을 여행한 다음에 덴마크로 돌아왔다. 아스타 닐센은 1907년부터 1910년까지 데트 뉘 극장(Det Ny Teater) 소속 배우로 고용된 이후에 꾸준히 여자 연극 배우로 활동했지만 그의 연기는 여전히 눈에 띄지 않았다. 덴마크의 역사학자인 로베르트 네인담(Robert Neiendam)은 연극에서 큰 가치를 지닌 아스타 닐센의 독특한 신체적 매력에 비해 깊고 고르지 못한 목소리 때문에 무대에서 제한되었다는 글을 남겼다.

## 영화 경력

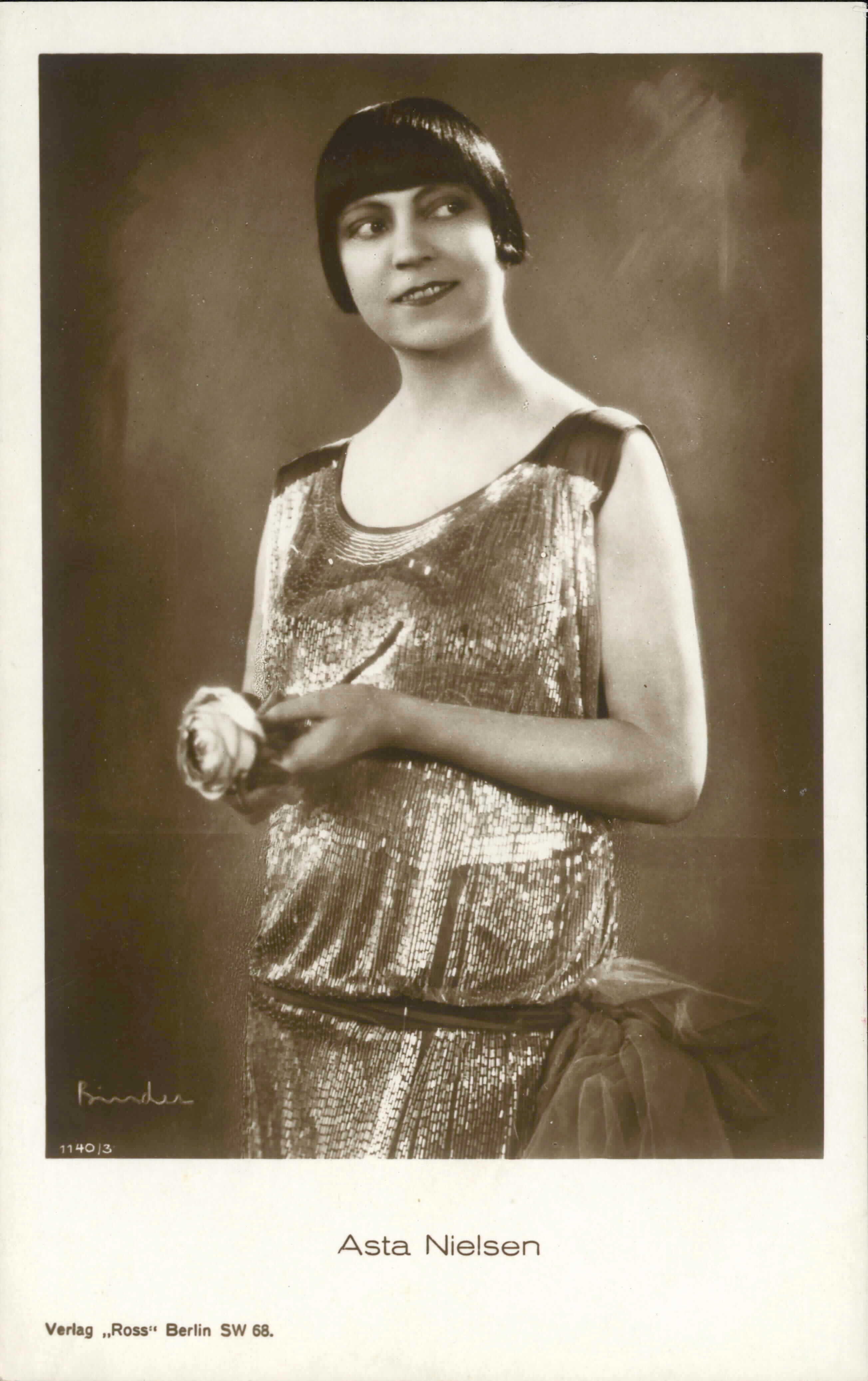
1920년대에 알렉산더 빈더(Alexander Binder)가 촬영한 아스타 닐센 사진

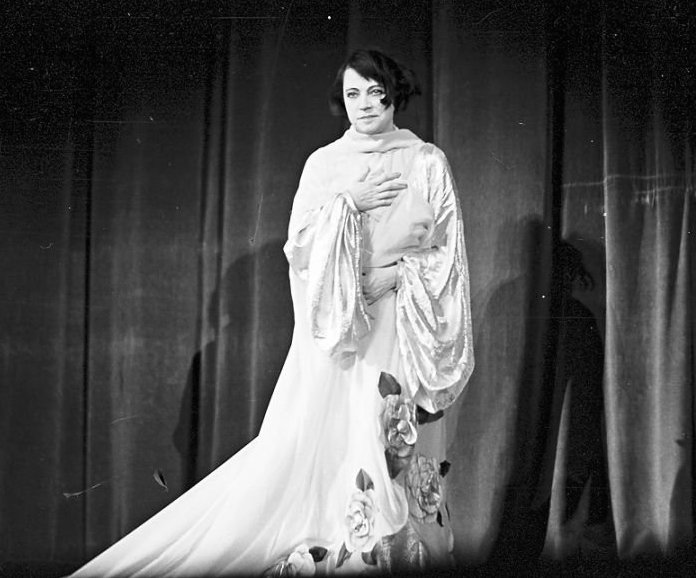
1934년에 베를린 스칼라 극장에 출연한 아스타 닐센

아스타 닐센은 1909년에 우르반 가드(Urban Gad)가 감독을 맡은 덴마크의 1910년 비극 영화인 《심연》(Afgrunden)에 출연하면서 영화 경력을 시작했다. 닐슨의 미니멀리스트 연기 스타일은 비극적인 삶에 유혹된 순진한 젊은 여자의 성공적인 연기에서 증명되었다. 이 영화의 "가우초 댄스" 장면에 나타난 노골적인 성적 연기는 아스타 닐센이 알려지게 된 에로틱한 자질을 입증했다. 이 영화의 성공 덕분에 아스타 닐센은 무대보다는 영화관에서 연기를 계속했다. 아스타 닐센은 우르반 가드와 결혼한 이후에 4편의 영화를 함께 만들었다. 아스타 닐센의 폭발적인 인기가 상승하면서 아스타 닐센은 우르반 가드와 함께 덴마크에서 독일로 이주했고 그곳에서 자신의 영화 스튜디오와 더 큰 수익을 위한 기회를 제공받았다.
아스타 닐센은 독일에서 자신의 남편인 우르반 가드, 독일의 영화 프로듀서인 파울 데이비드슨과 함께 인테르나티오날레 영화 판매 회사(Internationale Film-Vertriebs-Gesellschaft)를 설립했다. 이 회사는 아스타 닐센이 출연한 영화에 대한 유럽에서의 권리를 소유했는데 아스타 닐센은 1914년에만 연간 85,000 금 마르크의 출연료를 받으면서 "디 아스타"(Die Asta)라고 알려진 "뛰어난 국제 영화 스타"가 되었다. 파울 데이비드슨은 아스타 닐센을 영화에 출연시킨 결정적인 요인을 다음과 같이 묘사했다.
저는 영화 제작에 대해 생각해 본 적이 없었지만 아스타 닐센의 1번째 영화를 보았습니다. 저는 단편 영화의 시대가 지났다는 것을 깨달았습니다. 무엇보다도 저는 이 여자가 영화 매체의 1번째 예술가라는 것을 깨달았습니다. 저는 아스타 닐센이 세계적인 성공을 기록할 수 있다고 느꼈습니다. 1년 동안에 걸쳐 아스타 닐센이 출연한 영화를 제공한 조합은 인테르나티오날레 영화 판매 회사였습니다. 저는 아스타 닐센을 위해 템펠호프에 스튜디오를 만들어 주었고, 아스타 닐센 주위에 큰 제작진을 두었습니다. 아스타 닐센은 그것을 운반할 수 있습니다. 그 영화들이 어떤 대가를 치르든 간에 그대로 놔두세요. 아스타 닐센이 출연한 영화를 세계에 알리기 위해 가능한 모든 수단과 방법을 동원했고 많은 새로운 방법을 고안해 냈습니다.

아스타 닐센은 1년에 80,000달러 규모의 계약을 체결했는데 그 당시 영화 배우로서는 최고봉이었다. 닐센은 프랑스의 만화가인 막스 랭데르(Max Linder)가 도전한 최초의 국제적인 영화 배우로 불리고 있으며 그 당시 유럽과 미국에서도 유명했다. 1911년에 실시된 러시아의 인기 투표에서 아스타 닐센은 막스 랭데르에 이어 덴마크의 동료 영화 배우인 발데마르 프실라네르(Valdemar Psilander)에 앞선 세계 최고의 여자 영화 배우로 뽑혔다. 아스타 닐센은 제1차 세계 대전을 통해 양측에서 인기를 유지했고 1915년에 미국의 영화 기술을 공부하기 위해 미국 뉴욕을 방문했다.
아스타 닐센은 1921년에 자신이 경영한 영화 배급사인 아스타 필름(Asta Films)을 통해 스벤 가데(Svend Gade), 헤인스 샬(Heinz Schall)이 감독을 맡은 영화 《햄릿》(Hamlet)에 출연했다. 이 영화는 윌리엄 셰익스피어의 연극을 연극을 급진적으로 해석한 작품인데 아스타 닐센은 햄릿 역할을 맡기 위하여 남자로 분장했다.
인터넷 영화 데이터베이스(IMDb)를 비롯한 몇몇 소식통들은 아스타 닐센이 1920년대 초반에 영화 《스파이 마타 하리》에서 마타 하리를 연기했다고 주장한다. 그러나 2010년에 오스트리아 영화 아카이브(Filmarchiv Austria)에서 출판한 권위 있는 필모그래피를 비롯한 학술적인 작품들은 이 영화에 대해 아무런 언급도 하지 않고 있다. 영화학자인 이보 블롬(Ivo Blom)은 아스타 닐센이 마타 하리 영화를 연기했다는 주장에 대해 마타 하리의 인생 이야기와 비슷한 줄거리를 특징으로 하는 현재 소실된 영화인 《무용가 나바로》(Die Tänzerin Navarro, 1922년)와의 혼란에서 비롯되었다고 결론지었다.
1925년에는 게오르크 빌헬름 팝스트(Georg Wilhelm Pabst)가 감독을 맡고 그레타 가르보가 공동 주연을 맡은 독일의 영화 《기쁨 없는 골목길》(Die freudlose Gasse)에 출연했는데 그레타 가르보는 몇 달 뒤에 할리우드와 메트로 골드윈 메이어(MGM)로 떠나게 된다.
아스타 닐센은 유성 영화가 시작되기 이전까지 독일의 영화에 출연했다. 아스타 닐센은 1932년에 유일한 유성 영화인 《가시 왕관》(Unmögliche Liebe)에 출연했다. 하지만 영화의 새로운 기술적인 발전은 아스타 닐센의 스타일에 적합하지 않았다. 또한 아스타 닐센의 성숙함이 미국의 젊은 천재들과 경쟁할 수 없었기 때문에 아스타 닐센은 영화계에서 은퇴했고 한동안 무대에서만 연기를 했다.
아스타 닐센은 나치즘이 대두된 이후에 선전부 장관이었던 파울 요제프 괴벨스에 의해 그녀 자신의 스튜디오를 제공받았다. 아스타 닐센은 나중에 아돌프 히틀러와 함께 차를 초대받은 것으로 묘사했는데 아돌프 히틀러는 아스타 닐센을 영화 화면으로 돌아오도록 설득하려고 했고 영화 출연에 대한 정치적인 영향력을 설명했다. 아스타 닐센은 그러한 함의를 이해하면서 거절했고 1936년에 독일을 떠났다. 아스타 닐센은 덴마크로 귀국한 다음에 예술과 정치에 관한 2권 분량의 자서전을 집필했다.
아스타 닐센은 자연스러운 연기 스타일과 영화 매체의 요구에 적응하고 연극 극화를 기피했기 때문에 위대한 영화 배우로 여겨진다. 아스타 닐센은 또한 다양한 사회 계층과 서로 다른 심리를 가진 여자들을 묘사하는 데에 능숙했다.

## 제2차 세계 대전 시기의 유대인 지원
아스타 닐센은 제2차 세계 대전 시기에 유대인들을 지원하기 위하여 독일에 거주하던 어린 덴마크인인 알란 O. 하게도르프(Allan O. Hagedorff)에게 자금을 제공했다. 하게도르프는 아스타 닐센으로부터 받은 자금을 이용하여 너무 많은 음식 소포를 테레지엔슈타트 강제 수용소로 보냈고 게슈타포로부터 경고를 받기도 했다. 그 중에서도 독일의 일기학자이자 철학자인 빅토어 클렘페러(Victor Klemperer)는 하게도르프로부터 자금을 제공받았다.

## 대인 관계와 죽음
아스타 닐센은 4차례의 부부 관계를 가졌고 2번의 이혼을 경험했다. 아스타 닐센은 1912년에 독일로 함께 이주한 덴마크의 영화 감독인 우르반 가드와 결혼했는데 1911년에 자신들만의 영화 스튜디오를 설립했다. 아스타 닐센과 우르반 가드 부부는 아스타 닐센이 1919년에 스웨덴의 조선 기사인 페르디난드 빙고르드(Ferdinand Wingårdh)와 결혼하면서 이혼했다. 아스타 닐센과 페르디난드 빙고르드 부부는 얼마 지나지 않아서 1920년대 중반에 이혼했다.
아스타 닐센은 러시아 출신의 남자 배우인 그레고리 흐마라(Gregori Chmara)의 연인이 되었는데 그들의 친구였던 게오르그 브라네스(Georg Brandes)의 주선을 통해 만났다. 이들은 1923년부터 1930년대 후반까지 지속된 장기적인 사실혼 생활을 시작했다. 아스타 닐센은 1960년대 후반에 덴마크의 미술품 수집가인 아네르스 크리스티안 테데(Anders Christian Theede)와 관계를 맺기 시작했는데 아스타 닐센이 아네르스 크리스티안 테데의 미술품을 거래하면서 처음 만났다고 한다. 아스타 닐센은 88세였던 1970년에 77세였던 아네르스 크리스티안 테데와 결혼했다. 아스타 닐센과 아네르스 크리스티안 테데가 고령인 상황에서 결혼한 사건은 세계 언론의 주목을 받았다. 아스타 닐센은 1972년 5월 25일에 프레데릭스베르에서 향년 90세를 일기로 사망했다.

## 아스타 닐센과 관련된 인용문
"아스타 닐센"은 파토스를 말하고, 고통을 보고, 보들레르의 악의 꽃과 블레이크가 노래한 병든 장미 사이의 중간 길을 찾는 힘을 의미합니다. - M. S. 폰세카(M. S. Fonseca), 《국제 영화·영화 제작사 사전: 남자 배우와 여자 배우》(The International Dictionary of Films And Filmmakers: "Actors and Actresses)

아스타 닐센이 창 밖을 내다보고 있는데 누가 오는 것을 보는 영화가 있어요. 그의 얼굴에 죽음의 공포, 겁에 질린 공포가 나타납니다. 그러나 그는 점차 자신이 잘못 생각하고 있으며 재앙이라는 표현이 아닌 다가오는 남자가 그녀의 기도에 대한 해답이라는 것을 깨닫게 합니다. 주저하는 의심, 불안한 희망, 조심스러운 기쁨 등 모든 감정을 통해 얼굴의 공포가 점차적으로 조절되고 있습니다. 우리는 20미터 정도의 영화를 찍기 위해 그녀의 얼굴을 가까이서 봅니다. 우리는 그의 눈과 입 주변에 있는 징후에서 답을 보고 그들이 하나씩 긴장을 풀고 천천히 변하는 것을 지켜봅니다. 몇 분 동안 계속해서 우리는 그녀의 감정이 유기적으로 발전하는 것을 목격하고, 그 이상은 보지 못합니다." - 벌라주 벨러(Balázs Béla), 《볼 수 있는 사람 또는 영화 문화》(Visible Man, or the Culture of Film, 1924년)

## 유산

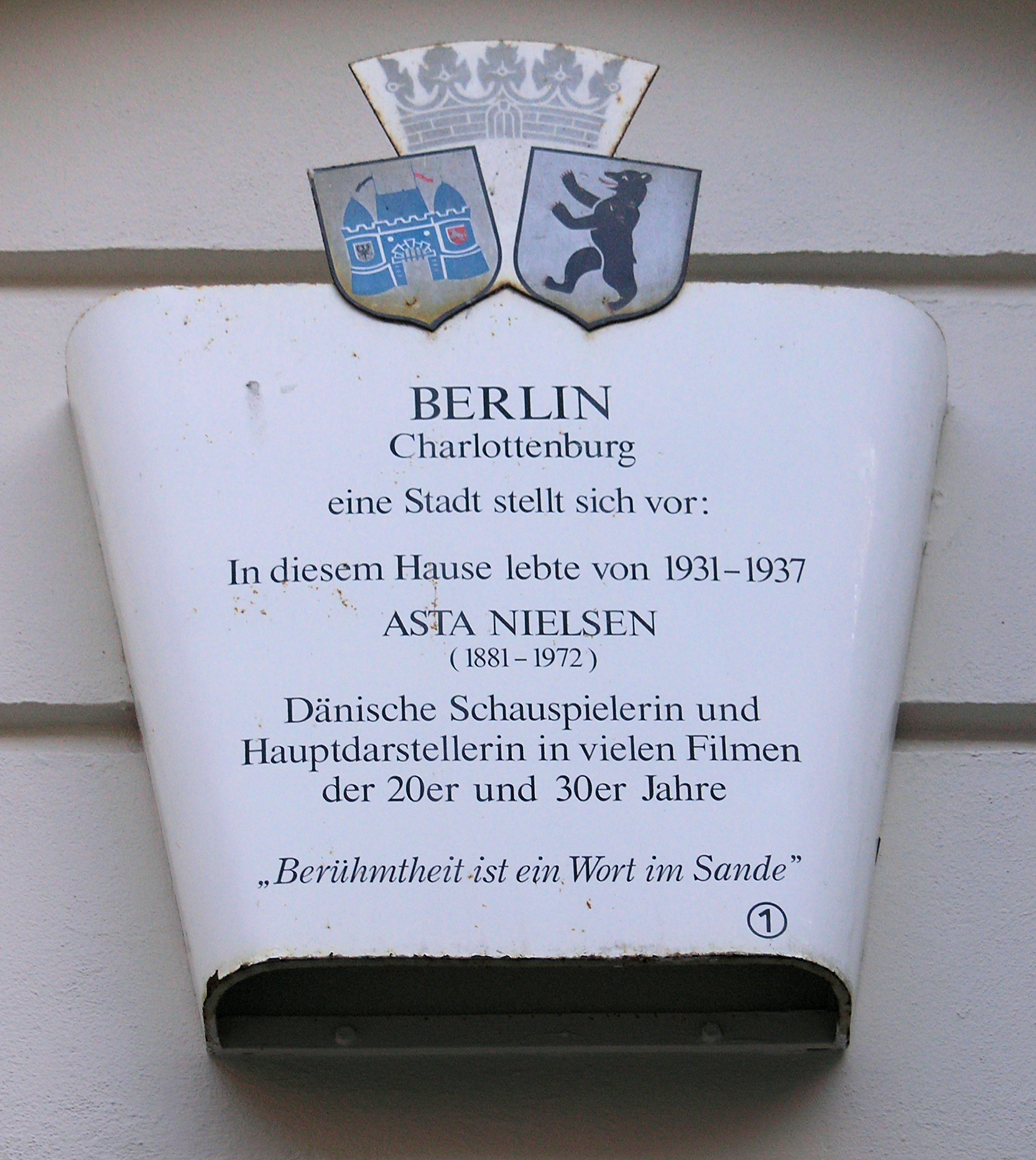
독일 베를린 샤를로텐부르크 파자넨가 69번지에 위치한 아스타 닐센 기념 명패

벨기에의 시인인 파울 판 오스타이연(Paul van Ostaijen)은 1921년에 출간된 시집 《점령된 도시》(Bezette Stad)에 아스타 닐센의 육감적인 표현에서 영감을 받은 표현주의 시 작품 〈아스타 닐센〉(Asta Nielsen)을 포함시켰다.
아스타 닐센의 집을 여러 차례 방문했던 요아힘 링겔나츠(Joachim Ringelnatz)는 〈아스타 닐센 위에서〉(Über Asta Nielsen, 1928년에 출간된 시집 《예술가의 여행 편지》(Reisebriefe eines Artisten)에 수록됨), 〈아스타 닐센에게 잔을 바칩니다〉(Asta Nielsen weiht einen Pokal, 1929년)를 집필했다.

## 출연 영화 작품
- 《실연》 (Afgrunden, 1910년) - 우르반 가드 감독
- 《배신자》 (Die Verräterin, 1911년)
- 《발레 무용수》 (Balletdanserinden, 1911년) - 아우구스트 블롬 감독
- 《검은 꿈》 (1911년)
- 《천사》 (Engelein, 1914년)
- 《중독》 (Rausch, 1919년)
- 《회전목마》 (Reigen, 1920년)
- 《쿠르퓌르슈텐담》 (Kurfürstendamm, 1920년)
- 《햄릿》 (Hamlet, 1921년)
- 《방황하는 영혼들》 (Irrende Seelen, 1921년)
- 《로스볼스키의 여주인》 (Die Geliebte Roswolskys, 1921년)
- 《미스 줄리》 (Miss Julie, 1922년)
- 《I.N.R.I.》 (I.N.R.I., 1923년)
- 《지구 정신》 (Erdgeist, 1923년)
- 《선수》 (Athleten, 1925년)
- 《살아있는 부처》 (Lebende Buddhas, 1925년)
- 《헤다 가블러》 (Hedda Gabler, 1925년)
- 《기쁨 없는 골목길》 (Die freudlose Gasse, 1925년) - 게오르크 빌헬름 팝스트 감독
- 《몰락》 (Die Gesunkenen, 1926년)
- 《거리의 비극》 (Dirnentragödie, 1927년)
- 《인류의 악》 (Laster der Menschheit, 1927년)
- 《불가능한 사랑》 (Unmögliche Liebe, 1932년)

## 참고 문헌
- Morris, Gary (1996년 4월). “Asta Nielsen”. 《Bright Lights Film Journal》 16. 2011년 11월 4일에 확인함.
- DFI. “Asta Nielsen”. Det Danske Filminstitut. 2009년 1월 25일에 원본 문서에서 보존된 문서. 2008년 10월 10일에 확인함.
- Klemperer, Victor (2001년). 〈Die Tagebücher 1933–1945〉. 《I Will Bear Witness 1942–1945: A Diary of the Nazi Years》. Modern Library. ISBN 978-3-89853-550-2.
- Malmkjær, Poul (2000년). 《Asta: Mennesket, Myten, og Filmstjernen》. P Haase & Sons. 343쪽.
- Neiiendam, Robert (1939년). 〈Asta Nielsen〉. 《Dansk Biografisk Leksikon》.